# Schwenningen (Bajorország)
Schwenningen település Németországban, azon belül Bajorországban. Lakosainak száma 1428 fő (2023. december 31.).

## Népesség
A település népessége az elmúlt években az alábbi módon változott:
| Lakosok száma | 622  | 885  | 803  | 1343 | 1397 | 1442 | 1421 | 1408 | 1440 | 1428 |
|               | 1875 | 1950 | 1975 | 1987 | 2012 | 2014 | 2016 | 2017 | 2021 | 2023 |